# 960
| 960                |
| ------------------ |
| Dødsfald - Fødsler |
|                    |

| Gregoriansk kalender | 960 CMLX                |
| Ab urbe condita      | 1713                    |
| Armensk kalender     | 409 ԹՎ ՆԹ               |
| Kinesiske kalender   | 3656 – 3657 己未 – 庚申 |
| Etiopisk kalender    | 952 – 953               |
| Jødisk kalender      | 4720 – 4721             |
| Hindukalendere       |                         |
| - Vikram Samvat      | 1015 – 1016             |
| - Shaka Samvat       | 882 – 883               |
| - Kali Yuga          | 4061 – 4062             |
| Iransk kalender      | 338 – 339               |
| Islamisk kalender    | 349 – 350               |

Se også 960 (tal)

## Begivenheder
- Poppo af Slesvig døbte Harald Blåtand i Helligbækken ved Poppostenen
- Tai Zu bliver kejser af Kina og grundlagde hermed Song-dynastiet.